# Dendrocincla homochroa
Dendrocincla homochroa là một loài chim trong họ Furnariidae.